# Фаталі-хан
Фаталі-хан (азерб. قوبالی فتحعلی خان, Fətəli xan Qubalı або Fətx Əli-xan Qubalı; 1736 — 22 березня 1789) — кубинський хан в 1758—1789 роках. Сприяв найбільшому піднесенню своєї держави.

## Життєпис
Походив з Маджаліської гілки Кайтазької династії. Син Гусейн-Алі, кубинського хана, та Пері Джахан-біке. Народився у 1736 році в селі Чічі поблизу Куби. Здобув обмежену освіту, переважно у військовій справі.
1758 року після смерті батька успадкував трон Кубинського ханства. Невдовзі зазнав нападу ширванського хана Ага-Разі-бека, якому зрештою завдав рішучої поразки.
Спрямував зусилля на розширення своєї держави. Спочатку захопив у дербентського хана землі Правобережного Самур у- Мюшкур, Нізабат, Шабран, Рустан і Бешбармак, а також села Улусського магалу. 1765 року в союзі з Кайтайзьким уцміством, Тарковським шамхальством та Табасаранським кадійством захопив Дербентське ханство, землі якого було поділено між переможцями. Фаталі-хану дістався Дербент з округою. Це збільшило економічну потугу Кубинського ханства. Невдовзі встановив зверхність з Бакинським ханством.
1768 року в союзі з Шекінським ханством завдав поразки Шимаському ханству, захопивши Шемаху. Усі захоплені володіння поділив із союзниками, отримавши Шемаху. У підкорених областях обмежив владу намісників (наїбів), постійно зміцнював там свою владу, придушуючи повстання. У 1769—1770 роках дотримувався політики нейтралітету під час війни Османської та Російської імперій.
1772 році проти Фаталі-хана об'єдналися Шекінське і Аварське ханства. 1774 року кубинський хан завдав супротивникам рішучої поразки. Це призвело до утворення антикубинської коаліції у складі Кайтазького уцміства, Табасаранського кадійства, Аварського, Мехтулінського і Газікумуського ханств, різних бійств Дагестану. Того ж 1774 року в битві на Гавдушанському полі Фаталі-хан зазнав нищівної поразки. Було втрачено Кубу і Шемаху. Невдовзі Фаталі перебрався до Дербенту, який перетворив на свою військову базу.
Єдиним союзником залишався Тарковський шамхал. Через нього Фаталі-хан звернувся до російської імператриці Катерини II по допомогу. За номінальне визнання зверхності останньої отримав військову допомогу, завдяки якої відновив свої володіння в Кубинському ханстві. 1775 року зумів поставити залежного правителя в Табасаранському майсумстві.
1780 року розпочав війну проти Карабаського ханства. 1781 року надав допомогу Хідаят-хану у поверненні свого володіння — Гілянського ханства, захопленого каджарами. 1782 року, незважаючи на тиск з боку дагестанських держав, відмовився надати допомогу царевицу Олександру, який планував повалити картлійського царя Іраклія II. Того ж року уклав торгівельну угоду з Російською імперією. 1783 року вимушений був укласти мирний договір з карабаським ханом Ібрагім Халілем. 1784 року Фаталі-хан захопив міста Ардебіль й Мешкін. В тому ж році збільшив вплив у Бакинському ханстві, а 1785 року встановив зверхність над Талиським ханством. Того ж року завдав поразки коаліції Шекинського і Шимаського ханств. В результаті було відновлено владу Фаталі-хана над Шемахою. Але 1786 року Умма-хан V, аварський хан, сплюндрував Шемаху.
1787 року почалася нова війна з Карабаським ханством, в якій Фаталі завдав супернику тяжкої поразки. Того ж року уклав антиперський союз з Іраклієм II, царем Картлі й Кахетії. Також вів перемовини з Росією. 1788 року в битві біля Аксу спільно з шамхалом Бамматом II завдав поразки аварському війську. Помер у Баку 1789 року. Йому спадкував син Ахмад-хан.